# Priboiu (okręg Giurgiu)
Priboiu – wieś w Rumunii, w okręgu Giurgiu, w gminie Crevedia Mare. W 2011 roku liczyła 154 mieszkańców.